# Sains (Ille-et-Vilaine)
Sains település Franciaországban, Ille-et-Vilaine megyében. Lakosainak száma 457 fő (2022. január 1.). Sains Saint-Broladre, Saint-Marcan, Roz-sur-Couesnon, Saint-Georges-de-Gréhaigne, Pleine-Fougères és La Boussac községekkel határos.

## Népesség
A település népessége az elmúlt években az alábbi módon változott:
| Lakosok száma | 569  | 667  | 569  | 482  | 492  | 496  | 483  | 459  | 458  | 457  |
|               | 1968 | 1982 | 1990 | 2006 | 2013 | 2015 | 2017 | 2019 | 2020 | 2022 |